# 129879 Tishasaltzman
129879 Tishasaltzman este o planetă minoră (asteroid) din centura de asteroizi. A fost descoperită pe 29 septembrie 1999 la Catalina Station⁠(d) de Catalina Sky Survey. 
Obiectul prezintă o orbită caracterizată de o semiaxă mare de 2,6025112809294 UAi, o excentricitate de 0,09, o înclinație de 14,8 ° în raport cu ecliptica.